# Bomberman '93
Bomberman '93 (ボンバーマン'93) est un jeu vidéo d'action et de labyrinthe développé et édité par Hudson Soft, sorti en 1992 sur PC-Engine.

## Accueil
Le magazine Electronic Gaming Monthly a élu Bomberman '93 jeu de l'année sur PC-Engine en 1993.